# Orklands kommun, Sør-Trøndelag
Orklands kommun (norska: Orkland kommune) var en kommun i Sør-Trøndelag fylke i Norge. Kommunen omfattade ett område i den mellersta delen av nuvarande Orklands kommun (Orklands socken). Byn Vormstad utgjorde kommunens centralort.

## Administrativ historik
Orklands kommun upprättades den 1 juli 1920 genom utbrytning ur Orkdals kommun. Kommunen hade 1 760 invånare vid upprättandet.
Den 1 januari 1963 gick Orklands kommun, tillsammans med kommunerna Geitastrand och Orkanger, upp i Orkdals kommun. Kommunens hade då 1 707 invånare.
Området utgör sedan den 1 januari 2020 en del av nya Orklands kommun.